# Sansevieria ballyi
Espèce
Classification APG III (2009)
Sansevieria ballyi, également appelée Dracaena ballyi, est une espèce de plantes de la famille des Liliaceae et du genre Sansevieria.

## Description
Plante succulente, Sansevieria ballyi est une espèce de sansevières à fines (0.6 à 0,9 cm) et courtes (6 à 10 cm) feuilles de couleur vert-clair, striées de zones encore plus vert-clair, avec des bords bruns à violets. Elles présentent un sillon peu marqué qui s'arrête en général à mi-feuille.
Elle a été identifiée comme espèce à part entière en 2004 par Leonard E. Newton.

## Distribution et habitat
L'espèce est originaire d'Afrique de l'Est, présente au sud-est du Kenya – où elle a été trouvée à Kivuko Hill – et au nord-est de la Tanzanie. Elle se développe dans les anfractuosités terreuses des massifs rocheux, à des altitudes comprises entre 150 et 1 000 m.